# Крупа (приток Долгой)
Крупа, в верхнем течении Ильменка — река в России, протекает по Сланцевскому району Ленинградской области.
Исток — в полях восточнее Старополья. Устье реки находится в 33 км по правому берегу реки Долгой. Длина реки составляет 21 км.

## Данные водного реестра
По данным государственного водного реестра России относится к Балтийскому бассейновому округу, водохозяйственный участок реки — Луга от в/п Толмачево до устья. Относится к речному бассейну реки Нарва (российская часть бассейна).
Код объекта в государственном водном реестре — 01030000612102000026503.